# Manfreda hauniensis
Manfreda hauniensis är en sparrisväxtart som först beskrevs av Johannes Boye Petersen, och fick sitt nu gällande namn av Verh.-will. Manfreda hauniensis ingår i släktet Manfreda och familjen sparrisväxter. Inga underarter finns listade i Catalogue of Life.